# 陶紹景
陶紹景（？—？），字京山，號慕庭，江蘇上元人，清朝政治人物、解元。

## 生平
陶紹景於乾隆三年（1738年）中式戊午科江南鄉試第一名舉人（解元）。乾隆二十七年（1762年）起兩度擔任台灣縣知縣。乾隆二十九年（1764年）署台灣府淡水撫民同知。